# Стааль, Елена Егоровна
Елена Егоровна Стааль, в замужестве графиня д`Отрив (d'Hauterive; 28 октября 1834 — 14 сентября 1907) —  фрейлина двора великой княгини Елены Павловны, известная красавица и интриганка, имя которой вошло в фортепианный альбом великосветских портретов «Каменный остров» А. Г. Рубинштейна. Сестра дипломата Егора Стааля.

## Биография
Происходила из балтийско-немецкого рода Стааль. Младшая дочь генерал-майора Егора Фёдоровича Сталь (1777—1862) от его брака с Амалией Юлианой фон Лилиенфельд (1801—1861). Родилась и выросла в Ревеле. В 1852 году одновременно с баронессой Э. Ф. Раден и Е. П. Эйлер была определена во фрейлины ко двору великой княгини Елены Павловны и по красоте своей была украшением Михайловского дворца. 
По словам Б. Н. Чичерина, «это была девушка красивая, изящная, умная, образованная, с некоторым талантом к живописи и к скульптуре, но очень себе на уме. В семнадцать лет она откровенно говорила, что нельзя доверяться никому, и что надобно самому пробивать себе дорогу. Пока она была молода, она сдерживалась и вела себя скромно, но впоследствии она сбросила всякую узду и высказала всю свою холодную, страстную, своенравную и лживую натуру». Будучи привлекательным центром для веселых групп молодёжи, при дворе она искала выгодной партии, а не пустого волокитства. 
Особое впечатление «красота и игривая любезность фрейлины Сталь» производила на пожилых сановников. Среди её поклонников были князь В. А. Долгоруков и канцлер А. М. Горчаков, с последним, одно время она даже с некоторым правом имела основание мечтать о блестящем для себя положении в будущем, но, как многие мечты, и эта не осуществилась. Говорили, что узнав о назначении в 1860 году графа В. Н. Панина председателем редакционных комиссий, склонная к придворным интригам фрейлина Стааль, решила безуспешно сыграть роль современной Юдифи, пообещав графу свою благосклонность, если он откажется от поста. 
Несмотря на все своё желание, «слезливая» Елена Стааль так и не смогла составить блестящей партии при дворе. В конце 1860-х годов, желая удалить от себя эту «ветряную девицу», великая княгиня Елена Павловна предложила ей поехать к пожилому графу П. Д. Киселёву в Париж, чтобы ухаживать за ним во время его продолжительной болезни, так как он не имел никого возле себя. Надеясь, играть некоторую роль в Париже, по своему положению в посольстве, честолюбивая Стааль приняла это предложение и отправилась во Францию, где пустилась во всякие каверзы, интриги и клеветы.
В Париже она смогла очаровать молодого дипломата Огюста-Анри Блан де Ланотта, графа д`Отрив (1843—1893) и 29 декабря 1869 года в Женеве вышла за него замуж. Но так как ни у неё, ни у её мужа не было состояния, то она постоянно обращалась к великой княгине с просьбами о денежном пособии. Говорили, что позднее она позволила себе шантажировать Елену Павловну, грозя предать огласке их интимную корреспонденцию и предложив ей приобрести эти бумаги за определенную сумму. После смерти великой княгини Елена Стааль разошлась с мужем. Их единственный ребенок родился и умер в 1870 году. Последние годы жизни она провела в своем родном городе Ревель.